# Eerste Kamerverkiezingen 2019/Kandidatenlijst/DENK
De kandidatenlijst voor de Eerste Kamerverkiezingen van 2019 van de lijst DENK (lijstnummer 14) is na controle door de Kiesraad als volgt vastgesteld:
1. Öztürk S. (Selcuk) (m), Roermond
2. Mohamed-Hoesein N.D.Z.R. (Natasha) (v), Rotterdam
3. Kiliç D. (Dursun) (m), IJsselstein
4. Peters A.P.H. (Toon) (m), Nuth
5. Blom D.J.E. (Ditter) (m), Utrecht

VVD · PVV · CDA · D66 · GroenLinks · SP · PvdA · ChristenUnie · Partij voor de Dieren · 50PLUS · SGP · DENK · FVD · Blanco lijst 15 · OSF
2019 · 2023